# Pink Christmas
Pink Christmas（ピンククリスマス）は、Mi-Keの9枚目のシングル。

## 解説
- クリスマスの曲ながらもエレキギター中心のハード・ロックテイスト。
- 歌い出しに「ホワイト・クリスマス」(White Christmas)を取り入れている。
- 作曲はTUBEの春畑道哉。
- ALBUM『complete of Mi-Ke at the BEING studio』に両曲収録。
- DVD『Mi-Ke CLIPS』にカップリング曲の「BLUE MOONのように」のPVが収録されている。

## 収録曲
1. Pink Christmas
作詞: 長戸大幸　作曲: 春畑道哉　編曲: 葉山たけし
2. BLUE MOONのように
作詞・作曲:瀬木佑未子　編曲:池田大介
3. Pink Christmas（オリジナル・カラオケ）

## タイアップ
- 日本テレビ系『クイズ・世界はSHOW by ショーバイ!!』エンディングテーマ曲